# Monument à Dante (Washington)
Le Monument à Dante de Washington est le moulage installé à Washington de la statue originale située près du Lincoln Center for the Performing Arts à New York. Il représente Dante Alighieri en pied enserrant de ses bras sa Divine Comédie surmontant un socle de granite.

## Histoire
Le monument original de New York (dont celui-ci est la copie) fut érigé en hommage au poète italien du Moyen Âge Dante Alighieri. Le sculpteur de la statue en bronze est Ettore Ximenes (1855-1926), et c'est l'entreprise d'architectes Warren and Wetmore (en) qui l'avait défini. 
Initialement prévue en 1912 par la branche new-yorkaise de la Società Dante Alighieri pour célébrer le 50e anniversaire de l'unité italienne mais la statue ne fut achevée qu'en 1921 date à laquelle elle fut enfin inaugurée, pour le 600e anniversaire de la mort du poète.
Auparavant Carlo Barsotti (it) du Progresso (journal italien des États-Unis) avait lancé la souscription pour financer la réalisation et l'érection du monument.